# METAR
 (фр. Météorologique aviation régulière) је облик кодираног метеоролошког извештаја.
Име METAR потиче из француског језика, од скраћеног назива MÉTéorologique Aviation Régulière ("message d’observation météorologique régulière pour l’aviation"), редовни временски извештај за авијацију.
Као светски стандард усвојен је 1996. године. Релативно је лак за разумевање, јер се користе скраћене енглеске речи.

## Основни састав извештаја
Кодирани МЕТАR извештај изгледа овако:
METAR LYNI 041630Z AUTO 19020G26KT 5000 R04/P1500N –SHRA BKN110 12/08 Q1016 TEMPO BKN014
| Тип | ICAO код | Време издавања | Тип метео станице | Ветар | П. Видљивост | Видљивост дуж ПСС | Мет. појаве | Значајна облачност |       | Притисак | Тренд |
| --- | -------- | -------------- | ----------------- | ----- | ------------ | ----------------- | ----------- | ------------------ | ----- | -------- | ----- |
|     |          |                |                   |       | 5000         | R04/P1500N        |             |                    | 12/08 |          |       |

###METAR - Тип извештаја
- је планско периодично осматрање. Начелно, извештаји се генеришу на сваких пола сата.
- осматрање није планско, већ зависи од испуњавања одређених критеријума, као што су слаба видљивост, ниски облаци, ледене падавине или олује.

###LYNI - Идентификација (ID) станице
- Идентификација станице се састоји од 4 слова (или два броја у поступку регистрације аеродрома). Начелно, прво слово је ознака континента или групе земаља у оквиру континента. Друго слово представља земљу у том региону, а последња два слова означавају одређени аеродром.
- У овом примеру L је југоисточна Европа, Y је Србија (раније Југославија, остале бивше републике имају нове ознаке) и NI је Ниш (аеродром Константин Велики).
- Остали примери су LYBE (Београд-Сурчин), LYBT (Београд-Батајница), LYKV (Краљево-Лађевци), LY88 (Ужице-Поникве), LBSF (Софија), LWSK (Скопље), EDDB (Берлин) итд.

### - Датум и време
- 04 - Датум у месецу.
- 1630 - Време издавања извештаја.
- - Означава да је приказано време зоне "Z", односно UTC (Universal Time Code).

### - Aутоматска метео станица
- AUTO - Aутоматска метео станица.
- Ако у извештају нема овог кода, то значи да је извештај саставио и издао човек.
- Ако уместо кода AUTO стоји код COR, то значи да је из неког разлога издат исправљен МЕТАR извештај.

###19020G26KT - Ветар
- 190 (прве три цифре) - Десетоминутни средњи смер из ког ветар дува у степенима. (0 до 360).
- 20 (следеће две цифре) - Десетоминутна средња брзина ветра изражена у чворовима. (1 чв = 1  = 1,852 km/h = 0,5 m/s).
- - Представља налет ветра (енгл. Gust). У овом случају налет је 26 чворова. Налет ветра се не приказује редовно у извештају, већ само кад се задовољи одређени критеријум.
- - Чвор, англосаксонска јединица за брзину (скраћеница речи енгл. knot). Увек ће се налазити на крају групе.
- За ветар са брзином мањом од 7 чворова може се јавити група VRB05KT (VRB уместо степена) која означава да је правац ветра променљив. То је оно што у прогнозама можете да видите као "слаб ветар променљивог правца".
- За ветар са брзином већом од 6 чворова се може појавити и 18015KT 150V210. Ветар је из правца 180 степени са 15 чворова, али стварни правац је променљив између 150 и 210 степени. Да би ветар преко 6 чворова био променљив, мора имати отклон од најмање 60 степени.

### 5000 - Преовлађујућа видљивост
- Преовлађујућа видљивост изражена у метрима: 5000 m. 9999 означава видљивост преко 10 km.
- На енглеском говорном подручју ће ова група бити у облику 6SM, тј. 6 миља (Statute Miles, 1 SM = 1,609 km).

### R34/P1500N - Видљивост дуж полетно слетне стазе
- R34 Ознака полетно слетне стазе. Ако постоје паралелне стазе додаје се и слово које означава да ли је лева (L), десна (R) или централна (C) стаза у питању.
- Р означава да је видљивост већа од максималне измерене. На овом место може стајати и слово М што означава да је видљивост мања од измерене.
- 1500 означава видљивост на прагу стазе у метрима.
- N означава неутралан тренд, тј. без промена. На овом месту може стајати и слово U које означава да видљивост расте, или слово D које означава да видљивост опада.

- Ако видљивост на прагу стазе варира, код може бити нпр. R34/500VP1500 што значи да видљивост на прагу стазе варира од 500 метара до изнад 1500 метара.

###–SHRA - Значајне метеоролошке појаве
- (–) означава слаб интензитет. Падавине ће бити слабе (–), умерене, или јаке (+) зависно од одређених критеријума. Поједностављено, то је интензитет снега, кише, града...
- је пљусак, а RA означава кишу. Значи, тренутно је слаб пљусак (кише).
- Следећа табела је исечак из књиге :

| Квалификатор | Квалификатор                                      | Временски феномен                                        | Временски феномен                      | Временски феномен                                                                      |
| --- | ------------------------------------------------- | -------------------------------------------------------- | -------------------------------------- | -------------------------------------------------------------------------------------- |
| Интензитет или близина 1 | Опис 2                                            | Падавине 3                                               | Засењење 4                             | Остало 5                                                                               |
| – Слабо Умерено (напомена 2) + Јако У близини (напомена 3) |MI Површан Делимичан Прамен Пљусак Олуја Смрзавајући |DZ Росуља Киша Снег Ледени кристали Град Непознате падавине |BR Сумаглица Магла Дим Прашина Песак Смог |PO Ковитлаци прашине или песка Вихор Торнадо (напомена 3) Пешчана олуја Олуја са прашином |
| Напомене: 1. Временске групе се конструишу у секвенци 1-5 из горње табеле, тј. Интензитет, затим Опис, па Падавине итд. На пример, јак пљусак ће се кодирати као +SHRA. 2. За умерени интензитет се не користи никакав симбол. 3. Торнадо се увек кодира као . |                                                   |                                                          |                                        |                                                                                        |

- Ако је ова група кодирана са NSW (No Significant Weather), то значи да нису уочене значајне метеоролошке појаве.

###BKN110 - Облачност од оперативног значаја
- Облаци у МЕТАR извештају се наводе до висине од 5000 стопа, или минималне висина за безбедно надвишавање препрека за више од 1000 стопа у кругу од 25 километара, у зависности која висина је већа.

- - Претежно облачно (покривеност неба облацима од 5/8 до 7/8).
- 110 представља висину облака од 11000 стопа (1 стопа = 0,3 m)
- Облачност може бити FEW (претежно ведро, покривеност 1/8 до 2/8), SCT (делимично облачно, 3/8 до 4/8), BKN (претежно облачно, 5/8 до 7/8) и OVC (облачно, 8/8).
- Често se може наћи више од једног описа (нпр. SCT035 BKN090 OVC140)
- За непознати плафон узрокован маглом, кишом, снегом итд ће се користити опис VV (Вертикална видљивост).
- Ознаке за значајне облаке као што су TCU (Towering Cumulus), CB (Cumulonimbus, или пљусак/олуја) или ACC (Altocumulus Castellanus) ће се наћи на крају категорије (тј. SCT035TCU).
- Ведро небо се означава са NSC или CLR (облачност 0/8), или са
- код се користи када су задовољени следећи услови: Преовлађујућа видљивост већа од 10 km (9999), нема метеоролошких појава, нема облака од оперативног значаја, нема облака типа CB или TCU и овај код мења све три наведене групе.

### 12/08 - Температура и Тачка росе
- 12 - Представља температуру у степенима Целзијуса.
- 08 - Представља тачку росе (росиште) у степенима Целзијуса.
- Ако температура или тачка росе падну испод нуле, испред групе ће се наћи слово "M" (тј. 03/M02). "M" значи минус.

### - Притисак
- - Означава да се ради о сведеном притиску (притисак измерен на нивоу аеродрома а затим сведен на морски ниво MSLP, при стандардној ISA температури).
- 1016 - Притисак изражен у hPa.
- Алтернативни облик (у САД) је приказивање вредности алтиметра (висиномера) и онда је облик A3016:
  - A - Алтиметар.
  - 3016 - Притисак од 30.16 инча живиног стуба (1 inHg = 33,86 hPa).

###TEMPO BKN014 - Тренд
- Тренд представља прогнозу времена за наредна два сата од тренутка издавања извештаја.
- Ако се у наредна два сата од тренутка издавања извештаја не прогнозирају значајне промене, у извештају ће стајати код NOSIG.
- Ако се у наредна два сата од тренутка издавања извештаја очекују значајне промене, у извечштају ће стајати код BECMG после кога ће бити наведене промене.
- Ако се у наредна два сата од тренутка издавања извештаја очекују значајне промене које ће трајати мање од сат времена, у извечштају ће стајати код TEMPO после кога ће бити наведене промене.

- У наведеном примеру (TEMPO BKN014), очекује се да ће се повремено (у наредна два сата али на мање од сат времена) база претежне облачности (5/8 до 7/8 покривености небеског свода) спустити на 1400 стопа изнад терена (AGL).

###RMK AO2 - Напомене
- - Ознака за Напомене и њоме се означава крај стандардног извештаја и почетак напомена, које се стављају само ако је потребно.
- A02 - Означава да је станица аутоматска и да има сензор падавина. Кад би било AO1, значило би да нема сензор падавина.
- Напомене користе формат TAF (Terminal Aerodrome Forecast) кода. Најчешће се ту налази краткорочна прогноза (тренд) за наредна два сата, као што је NOSIG = нема (неће бити) значајних промена, или BECMG иза које следе вредности за које се очекује да ће бити промењене.
- Напомена има много и превазилази обим овог штива. Ако вас интересују детаљи, можете преузети књигу .